# Kosma
Kosma – imię męskie pochodzenia greckiego. Wywodzi się od gr. κόσμος oznaczającego „porządek, ład”, „ozdobić”. Często wiązane z imieniem Damian – od śś. Kosmy i Damiana (†283).
Zniekształcenie słowiańskie: Kuźma.
Jedno z niewielu imion męskich używanych w Polsce, kończących się na literę a (inne to m.in. Barnaba, Zawisza).
Kosma imieniny obchodzi: 18 lutego, 14 lipca, 26 września i 14 listopada.
Wersje w innych językach
- ang. Cosmas
- biał. Кузьма
- fr. Côme
- gr. Κοσμᾶς
- hiszp. Cosmi
- wł. Cosimo
- łac. Cosmas

Imiennicy
- śś. Kosma i Damian – lekarze, bracia, męczennicy (†283)
- Kosma Jachromski – mnich prawosławny
- Kosma Lenczowski – kapucyn, kapelan legionowy w latach 1914–1918
- Kosma Medyceusz Starszy – włoski polityk
- Kosma Pieśniarz – biskup, święty prawosławny (zm. po 750)
- Kosma Złotowski – prezydent miasta Bydgoszcz
- Kosmas Indikopleustes – bizantyński mnich, ojciec Kościoła, geograf i podróżnik
- Kosmas z Pragi – czeski kronikarz
- Kuźma Czorny – białoruski pisarz

Zobacz też: 
- Saint-Côme-d’Olt